# Forem
L’Office wallon de la formation professionnelle et de l’emploi, dit Le Forem, est un service public en Belgique dont la compétence est l'emploi et la formation professionnelle limitée au territoire de la Région wallonne (hormis le territoire de la Communauté germanophone de Belgique), entité politique dont il dépend. 
Il s’adresse aux personnes qui recherchent un emploi et qui souhaitent se former à un métier, ainsi qu’aux entreprises qui cherchent à recruter et à former leur personnel.

## Missions[1]
Le Forem, en tant que service public de l’emploi et de la formation professionnelle en Wallonie, a pour missions :
- L’accompagnement des demandeurs d’emploi afin de les aider à construire leur projet professionnel, rechercher et trouver un emploi.
- La formation des demandeurs d’emploi afin qu’ils puissent acquérir de nouvelles compétences ou se former à un métier.
- L’évaluation des progrès des demandeurs d’emploi dans leur recherche d’emploi.
- L’accompagnement et le conseil aux entreprises dans le recrutement et la formation de leurs collaborateurs.
- L’analyse de l’évolution du marché de l’emploi wallon et le partage de ces informations aux citoyens, au monde politique et économique, ainsi qu’à ses partenaires actifs dans la formation professionnelle.

## Autres services publics de la formation professionnelle et de l'emploi en Belgique

### Bruxelles
- Actiris : l'office régional de l'emploi en Région de Bruxelles-Capitale.
- Bruxelles Formation : l’institution publique francophone chargée de la formation professionnelle en Région de Bruxelles-Capitale.

### Flandre
- VDAB (Vlaamse Dienst voor Arbeidsbemiddeling en Beroepsopleiding) : le service flamand pour la recherche d'emploi et de la formation professionnelle en Région flamande.

### Communauté germanophone
- ADG (Arbeitsamt der Deutschsprachigen Gemeinschaft), l’organisme chargé de l’emploi et de la formation professionnelle pour la Communauté germanophone.